# Bertalan család (bibarczfalvi)
Bibarczfalvi Bertalan család, egy régi nemesi család, amely Bibarcfalva után veszi az előnevét.

## A család története
Bertalan Mihály 1630. február 3-án címeres nemeslevelet szerzett, majd alig 5 évvel később rokona, Bertalan Mihály 1635. december 5-én szintén nyerte.